# Caldas de Reis
Caldas de Reis (igual em galego. Em castelhano, Caldas de Reyes) é um município (concello em galego) da província de Pontevedra, Galiza, no noroeste de Espanha. Pertence à comarca de Caldas, tem 68,2 km² de área e em 2021 a população do município era de 9 788 habitantes (densidade: 143,5 hab./km²).
Até meados do século XIX chamou-se simplesmente Caldas, hoje designação da comarca a que pertence. Entre 1877 e 1981 chamou-se oficiamente, apenas em castelhano, Caldas de Reyes. Com o Estatuto de Autonomia da Galiza de 1981, e a oficialização da língua galega, passam a conviver Caldas de Reis na língua autóctone, e Caldas de Reyes em castelhano.

## Geografia
A vila situa-se no noroeste da província de Pontevedra, no vale do rio Umia, no ponto em que tem origem o Vale do Salnês, cujas extensas veigas férteis se estendem até ao mar. Encontra-se num dos principais eixos rodoviários da Galiza, uma das estradas mais movimentadas de Espanha, a estrada N-550, que liga A Corunha a Vigo, a cerca de 22 km a norte de Pontevedra e 15 km a sul de Padrão. O município é atravessado pelo Caminho Português dos Caminhos de Santiago.
Limita com os concelhos de Catoira, Cúntis, Moranha, Portas, Valga, Vila Garcia de Arouça e Vila Nova de Arouça.
O concelho está dividido em nove paróquias civis:
- Arcos da Condessa (Santa Marinha)
- Caldas de Reis (San Tomé)
- Caldas de Reis (Santa Maria)
- Carracedo (Santa Marinha)
- Godos (Santa Maria)
- Saiar (Santo Estevo)
- San Clemente de Cesar
- Santo André de Cesar
- Vemil (Santa Maria)

Desde 1945 que Arcos da Condessa é uma entidade local menor.
O principal curso de água do concelho é o rio Umia, que o percorre de norte a sul e tem inúmeros afluentes e pequenos ribeiros com grande riqueza piscatória e um grande potencial para regadio. Nas margens do Umia, em pleno centro de Caldas, encontra-se uma das atrações turísticas locais, um jardim centenário com cerca de sessenta espécies de árvores e arbustos dos cinco continentes, que é considerado um dos conjuntos botânicos mais interessantes da província. A montante, a cerca de dois quilómetros, há uma grande cascata de grande beleza, a qual se encontra ameaçada de destruição devido aos planos para a construção de uma barragem.
Predominam os terrenos pouco inclinados, à exceção da parte leste, que é montanhoso e do Monte Xiabre, com 647 metros de altitude. Este tipo de relevo, combinado com as abundantes precipitações, está na origem de cheias com alguma frequência. O cima é temperado e húmido, com um período estival caraterizado por pouca chuva. As temperaturas médias oscilam entre os 12 e os 14°C, com máximas de 20°C em julho e mínimas de 7°C em janeiro. A humidade média anual é de 80% e a precipitação 1 200 a 2 000 mm.

### Demografia
| 1900  | 1930  | 1950  | 1981  | 1991  | 1996  | 2001  | 2004  | 2009   | 2021  |
| 7 505 | 8 319 | 8 702 | 8 702 | 9 176 | 9 307 | 9 477 | 9 522 | 10 036 | 9 788 |
|       | 10,8% | 4,6%  | 0%    | 5,4%  | 1,4%  | 1,8%  | 0,5%  | 5,4%   | 2,5%  |

## História
Os primeiros habitantes conhecidos na região foram os Cilenos. Os Romanos estabeleceram-se na área atraídos pelas fontes termais que estão na origem do nome (em latim: Aquae Celenae). A localidade aparece na Itinerário de Antonino, o mapa rodoviário do Império Romano do século III na Via XIX, a estrada que ligava Bracara Augusta (atual Braga) a Astúrica Augusta (atual Astorga).
Caldas foi sede episcopal até 569, ano em que esta foi transferida para Iria Flávia (atual Padrón). Nesse tempo foi agitada pelo priscilianismo e foi sede de um concílio de bispos galegos convocado pelo papa São Leão em 400.[a]
Caldas denomina-se "de Reis" porque ali nasceu Afonso VII de Leão e Castela, filho de Urraca I e de Raimundo de Borgonha, conde da Galiza. O castelo que a rainha ali tinha foi derrubado e as suas pedras foram usadas na construção do igreja de São Tomás. Diz-se que esta igreja foi dedicada a São Tomás de Cantuária, que passou pela vila fazendo o Caminho de Santiago. Caldas de Reis foi declarada "vila de reguengo" por Filipe II (r. 1556–1598).

## Património histórico-artístico e gastronomia

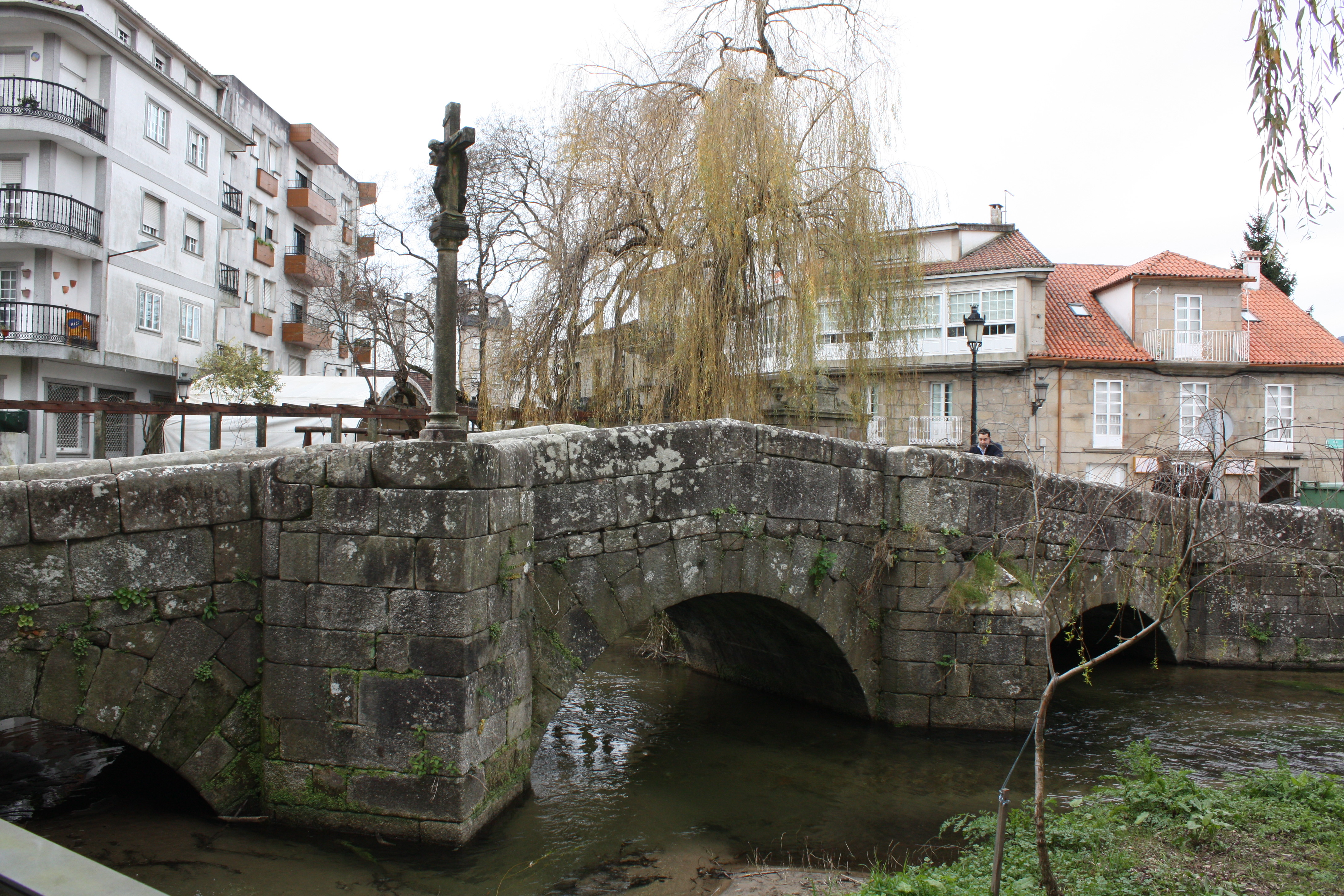
Ponte de Bermanha

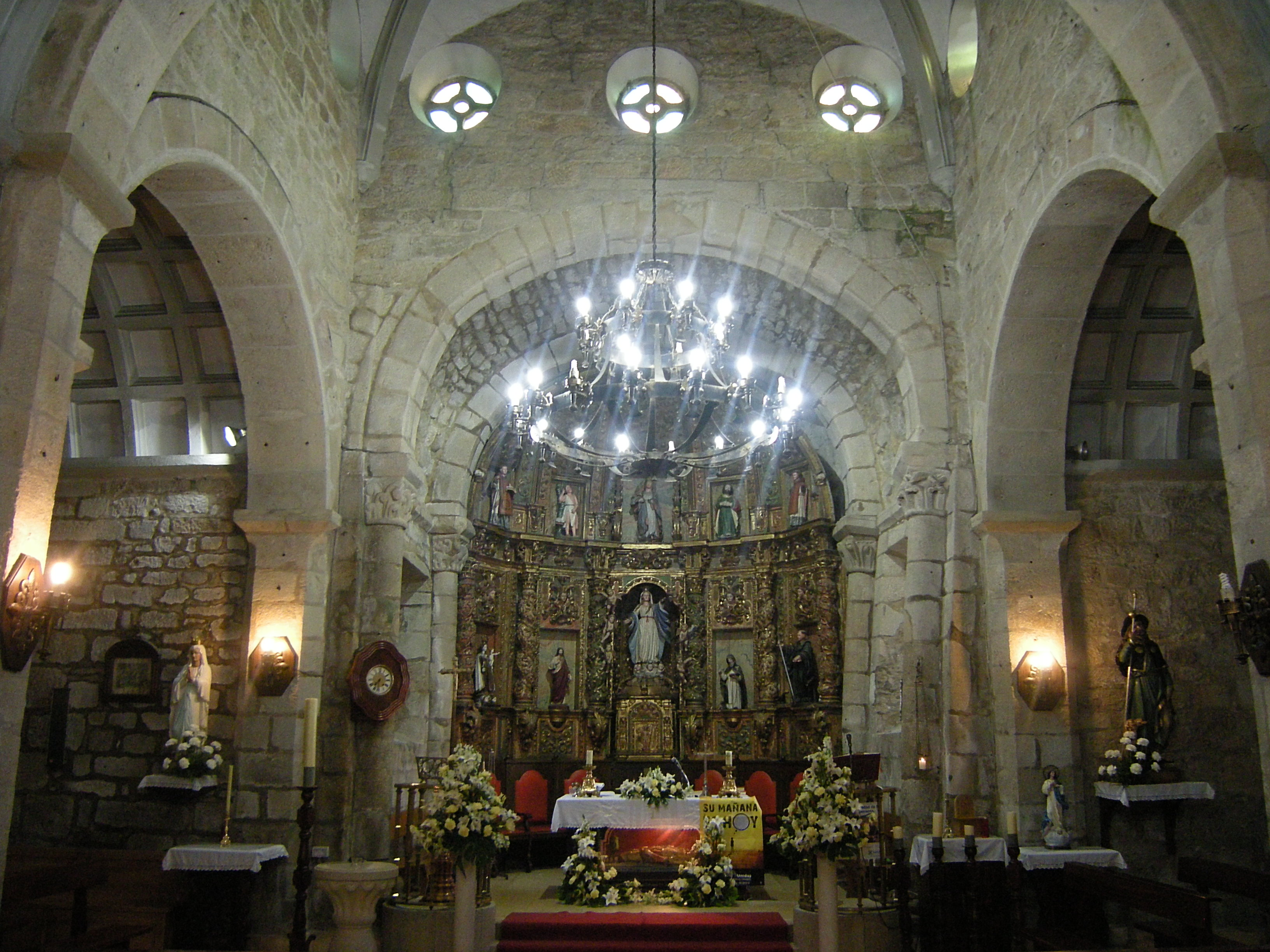
Igreja de Santa Maria de Bemil

O principal achado arqueológico no concelho de Caldas é o chamado tesouro de Caldas, valiosíssimo conjunto de peças datadas do século XVI a.C., descoberto casualmente em 1940. Supõe-se que o tesouro era constituído por um total de 25 kg de ouro, dos quais só se conservam 14,9 kg no Museu de Pontevedra. Inclui um pente, três vasos, 31 lingotes (28 curvos e 3 barras) e seis pedações de uma lâmina de tiras, constituindo a maior acumulação de ouro de toda a Pré-história europeia. No Auditório de Caldas de Reis conserva-se uma reprodução.
No concelho há vários castros (Santa Maria, Bemil, Follente, Outeiro e Castelo), pazos[b] e casas grandes (solares) (Santa Maria de Caldas, Santa Maria de Bemil, Santo Andrés de Cesar, Santo Estevo de Saiar).
A ponte de Bermanha, no centro da capital municipal, é de origem romana e foi reformada na Idade Média (século XIV). É formada por três arcos de meio ponto, com dupla inclinação. Outras pontes medievais são as Castanhos e de Segade.
Na gastronomia são famosas as empanadas de lampreia e o pão. O chamado "pão de manteiga" é muito popular no concelho; deve o seu nome ao facto de ser usada manteiga de vaca na sua preparação. O pão tem o miolo muito compacto, sem buracos, côdea suave e mole, e o sabor é muito ligeiramente gorduroso. É cozido em peças de um quilo ou em peças mais pequenas (chamadas moletes e cornechos). Na Semana Santa é popular o roscón de caldas, o qual tem uma curiosa forma antropomórfica.

## Economia
As rias de Arousa e de Pontevedra têm um papel importante na economia local, onde o setor agrícola é preponderante. No entanto, o setor secundário ocupa metade da população, entre a indústria (química básica, leite e alimentação, metalurgia, móveis, etc.) e a construção. As termas atraem muitos turistas.